# A gyászoló asszony átka
A gyászoló asszony átka (eredeti cím: The Curse of La Llorona, illetve The Curse of the Weeping Woman) 2019-es amerikai természetfeletti horrorfilm, amelyet Michael Chaves rendezett, Mikki Daughtry és Tobias Iaconis forgatókönyvéből, a mexikói Llorona mondáját feldolgozva. Bár eredetileg annak részeként harangozták be, a Démonok között univerzum filmsorozathoz hivatalosan nem kapcsolódik, de Tony Amendola feltűnik benne az Annabelle-ből megismert Perez atya szerepében. A főszerepben Linda Cardellini, Raymond Cruz és Patricia Velásquez látható.
Az Atomic Monster Productions és a New Line Cinema megbízásából készítették és a Warner Bros. forgalmazza. 2019. március 19-én mutatták be az Amerikai Egyesült államokban. Magyarországon egy nappal korábban, március 18-án debütált szinkronizálva, az InterCom Zrt. forgalmazásában.
A kritikusok vegyes véleményt alkottak a filmről, mivel szerintük a film nem alkotott semmi újat a műfajában, ellenben Cardellini színészi játékát és Chaves rendezését dicsérték.

## Rövid történet
Az 1970-es években egy anyának két gyermekét kell megmentenie a rájuk vadászó szellemtől, aki el akarja rabolni őket.

## Szereplők
| Szerep                      | Színész              | Magyar hang             |
| --------------------------- | -------------------- | ----------------------- |
| Anna Tate-Garcia            | Linda Cardellini     | Zsigmond Tamara         |
| Chris Garcia                | Roman Christou       | Mayer Marcell           |
| Samantha Garcia             | Jaynee-Lynne Kinchen | Dolmány-Bogdányi Korina |
| Rafael Olvera               | Raymond Cruz         | Mihályfi Balázs         |
| Llorona, a gyászoló asszony | Marisol Ramirez      | Kerekes Viktória        |
| Patricia Alvarez            | Patricia Velasquez   | Ruttkay Laura           |
| Cooper nyomozó              | Sean Patrick Thomas  | Welker Gábor            |
| Pérez atya                  | Tony Amendola        | Barbinek Péter          |
| Donna                       | Irine Keng           | Csuha Borbála           |
| Carlos                      | Oliver Alexander     | Maszlag Bálint          |
| Tomas                       | Alden Lewandowski    | Sándor Barnabás         |
| Claro rendőrbiztos          | Paul Rodriguez II    | Konfár Erik             |
| Mr. Henkins                 | John Marshall Jones  | Bognár Tamás            |

## Háttér és forgatás
2017. október 9-én bejelentették, hogy a Démonok között univerzum filmjeinek producere, James Wan egy újabb horrorfilmet készít, melyet Michael Chaves rendez az Annabelle és az Az filmeket is jegyző Gary Dauberman forgatókönyve alapján. A film címe ekkor a tervek szerint The Children, azaz a A gyerekek lett volna.
2018 júliusában változtatták meg hivatalosan is a címet A gyászoló asszony átkára.
Az előzetes hírek ellenére ez az alkotás hivatalosan nem képezi a Démonok között univerzum részét.
2017 októberében Linda Cardellinit jelentették be, mint a film női főszereplőjét. Az is hivatalossá vált, hogy Sean Patrick Thomas és Raymond Cruz együtt játszanak a filmben.
A 2014-es Annabelle-ben a Pérez atyát alakító Tony Amendola és karaktere is szerepet kapott a filmben.
A gyártási munkálatok 2017 novemberében kezdődtek.

## Forgalomba hozatal
A film az Egyesült Államokban és Kanadában 2019. április 19-én került a mozikba a Warner Bros. forgalmazásában. Korábban már vetítették a South by Southwest elnevezésű filmes fesztiválon is 2019. március 15-én.

## Fogadtatás

### Bevételek
Az Egyesült Államokban és Kanadában A gyászoló asszony átkát a Pingvinek és az Áttörés című filmekkel azonos héten mutatták be a mozikban, a nyitóhétvégén bruttó 15–17 millió dolláros bevétellel számolva.

### Kritikai visszhang
A Rotten Tomatoes filmes weboldalon 27 értékelés alapján 28%-ot kapott, ami 4,8/10-es értéknek felel meg. A Metacritic weboldalon a film súlyozott átlagértéke 100-ból 39, 11 kritikus véleménye alapján, ami "általánosan kedvezőtlen véleményeket" jelent.

## További információ
- Hivatalos oldal
- A gyászoló asszony átka a PORT.hu-n (magyarul)
- A gyászoló asszony átka az Internet Movie Database-ben (angolul)
- A gyászoló asszony átka a Rotten Tomatoeson (angolul)
- A gyászoló asszony átka a Box Office Mojón (angolul)